# Kagathur, Channagiri
Kagathur là một làng thuộc tehsil Channagiri, huyện Davanagere, bang Karnataka, Ấn Độ.